# آبلة (مقاطعة)
مقاطعة آبلـة (بالإسبانية:Ávila، آفيـلا) هي مقاطعة إسبانية تقع في الوسط الغربي للدولة، تقع ضمن حدود منطقة قشتالة وليون.
عاصمتها هي مدينة آبلة، تنقسم المقاطعة إلى 248 بلدية.

## الجغرافيا
تقع مقاطعة آبلة في وسط غرب إسبانيا تحدها من الشمال مقاطعة بلد الوليد، ومن الجنوب مقاطعة طليطلة ومقاطعة قصرش، ومن الشرق مقاطعة شقوبية ومقاطعة مدريد، ومن الغرب مقاطعة شلمنقة.
تبلغ مساحة مقاطعة آبلة 8.048 كم².

## الديموغرافيا
يبلغ عدد سكان مقاطعة آبلة 172.704 نسمة عام 2011 (وفقاً للمعهد الوطني للإحصاء الإسباني).
فيما يلي قائمة أكبر البلديات من حيث عدد السكان (بتاريخ 1 يناير 2011):
1. آبلة 59.008 نسمة
2. أريفالو 8.099 نسمة
3. أريناس دي سان بيدرو 6.933 نسمة
4. لاس نافاس ديل ماركيث 5.844 نسمة
5. كاندليدا 5.213 نسمة
6. سوتييو دي لا أدرادا 4.821 نسمة
7. إل تيمبلو 4.442 نسمة
8. ثيبريروس 3.529 نسمة
9. إل باركو دي أفيلا 2.729 نسمة
10. لا أدرادا 2.680 نسمة